# Achelia assimilis
Achelia assimilis là một loài nhện biển trong họ Ammotheidae. Loài này thuộc chi Achelia. Achelia assimilis được miêu tả khoa học năm 1885 bởi Haswell.